# Phare d'Indiana Harbor (brise-lames est)
 (décembre 2023).
Si vous disposez d'ouvrages ou d'articles de référence ou si vous connaissez des sites web de qualité traitant du thème abordé ici, merci de compléter l'article en donnant les références utiles à sa vérifiabilité et en les liant à la section « Notes et références ».

Le phare d'Indiana Harbor (en anglais : Indiana Harbor Breakwater East Light), est un phare situé sur le lac Michigan en bout du brise-lames est du port de East Chicago dans le comté de Lake, Indiana.

## Historique
Selon l'Ordonnance du Nord-Ouest de 1787, la limite sud du Michigan devrait être une ligne tracée de la pointe sud du lac Michigan à l'est jusqu'au lac Érié. En raison d'erreurs de cartographie, le lac Michigan a été cartographié plus au nord qu'il ne l'est réellement. Cette erreur a mis Toledo et l'embouchure de la rivière Maumee en Ohio. Ce fut l'un des sujets de discorde impliqués dans la « guerre de Toledo », qui n'a été résolue que par l'Acte du Congrès et l'attribution connexe de la péninsule supérieure au Michigan. Tout cela a eu un effet indirect sur la frontière nord de l'Indiana, qui englobait maintenant la pointe sud du lac Michigan.
Le port d'Indiana a été construit sur plusieurs années, à partir de 1901, et cela comprenait un brise-lames parallèle au bord est du chenal où il pénètre dans le lac. En 1914, la responsabilité de la voie navigable et de ses installations a été assumée par le Corps du génie de l'armée des États-Unis, et il semble que le Corps aurait érigé un phare sur le brise-lames dès 1920. Cependant, les informations sur sa construction font défaut.
Le 26 mars 1901, Inland Steel Company (en) passa un contrat avec Lake Michigan Land Company. La compagnie a accepté cinquante acres de terres dunaires près de l'est de Chicago et la promesse de construire un port et un chemin de fer, en contrepartie d'une promesse de construire une aciérie.
En 1901 et 1902, le port d'Indiana a été dragué et un brise-lames a été construit. En 1903, les travaux ont commencé sur le canal qui relierait éventuellement l'intérieur du port d'Indiana à la Grand Calumet River (en) et au lac George. Au cours des années suivantes, de nombreuses industries s'y sont implantées.
En 1914, le gouvernement fédéral a assumé la responsabilité du port d'Indiana et du canal. Le premier phare a été construit dans le port en 1920. La lumière actuelle a été érigée en 1935 et est identique au phare de Port Washington Breakwater plus connue dans le Wisconsin. C'est une tour en acier Art déco se tenant sur une jetée circulaire à l'extrémité du brise-lames. La lanterne d'origine, qui abritait une lentille de Fresnel du quatrième ordre (flash d'une seconde toutes les 7,5 secondes), a été retirée et remplacée par une balise moderne avec une caractéristique de trois secondes allumées, puis trois secondes éteintes.
Bien qu'il n'ait jamais eu de gardien de phare résident, ce feu est un « feu significatif » reconnu par l'Initiative maritime nationale du National Park Service.

## Description
Le phare  est une tour carrée métallique en acier de 23 m de haut, avec galerie et sans lanterne, montée sur une plateforme surélevée. Le phare est peint en blanc avec un toit rouge.
Son feu isophase émet, à une hauteur focale de 24 m, une lumière verte durant 3 secondes par période de 6 secondes. Sa portée est de 12 milles marins (22 km). Il est équipé d'une cloche de brouillard émettant deux souffles toutes les 20 secondes.

## Caractéristiques dufeu maritime
Fréquence : 6 secondes (G)
- Lumière : 3 secondes
- Obscurité : 3 secondes

Identifiant : ARLHS : USA-401 ; USCG : 7-19675 .

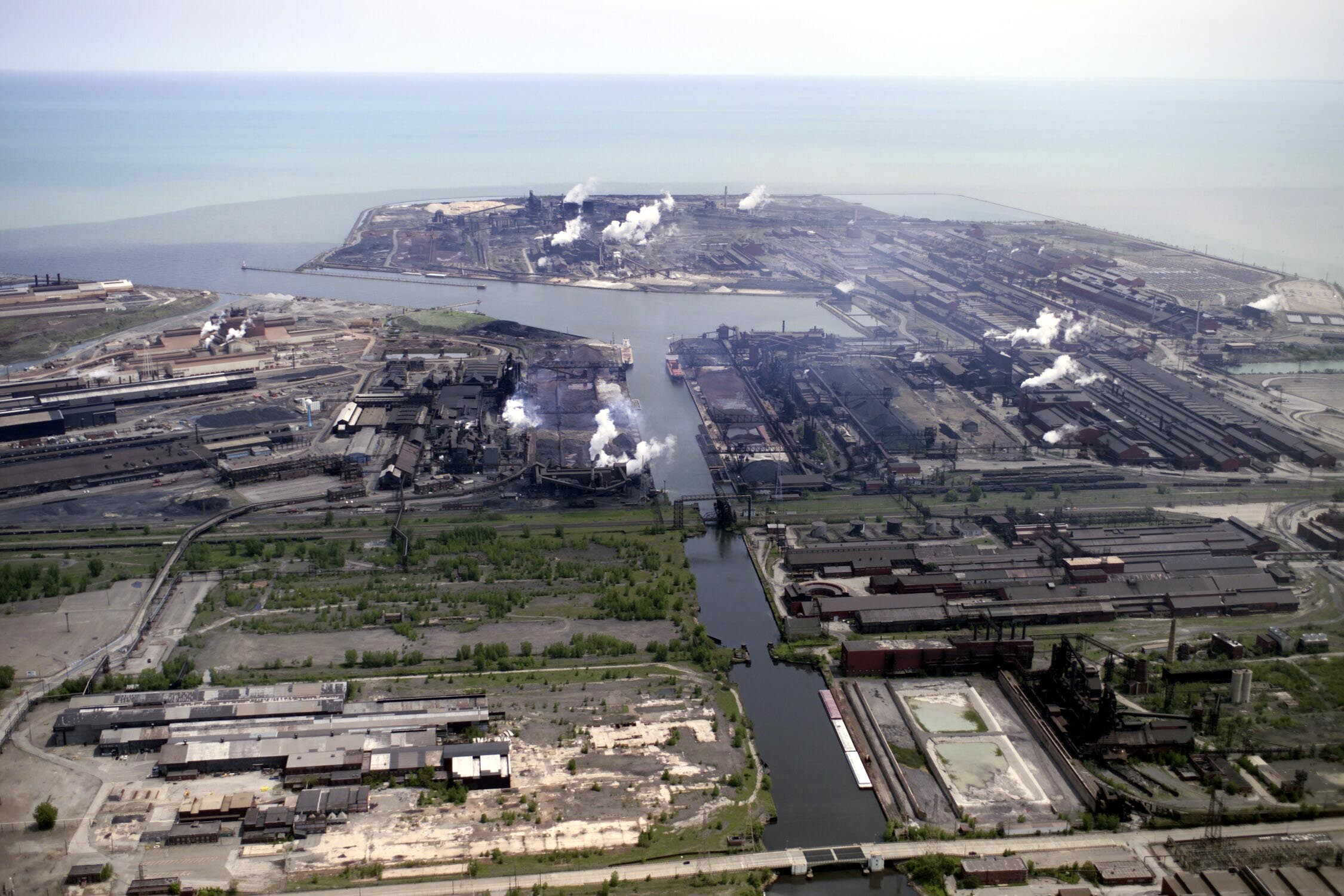
Entrée du port d'Indiana

### Lien connexe
- Liste des phares de l'Indiana